# Jugocentar Beograd
Jugocentar Beograd (code BELEX : JGCN) est une entreprise serbe qui a son siège social à Belgrade, la capitale de la Serbie. Elle travaille dans le secteur du commerce.

## Histoire
Jugocentar Beograd été admise au libre marché de la Bourse de Belgrade le 10 février 2006 ; elle en a été exclue le 21 mai 2012 et a été admise au marché réglementé.

## Données boursières
Le 20 juin 2013, l'action de Jugocentar Beograd valait 1 700 RSD (14,82 EUR). Elle a connu son cours le plus élevé, soit 2 220 RSD (19,35 EUR), le 7 juillet 2006 et son cours le plus bas, soit 1 000 RSD (8,71 EUR), le 9 octobre 2006.
Le capital de Jugocentar Beograd est détenu à hauteur de 90,31 % par des entités juridiques, dont 73,00 % par le groupe allemand Home Arts and Sales Services.